# Anisöl
Anisöl ist ein ätherisches Öl, das über Wasserdampfdestillation aus den zerkleinerten Früchten des Anis (Pimpinella anisum) und des Echten Sternanis (Illicium verum) gewonnen wird und u. a. aus trans-Anethol (80–90 %), Estragol und Acetanisol besteht.

## Gewinnung und Zusammensetzung
Das Anisöl wird aus reifen, getrockneten, teilweise zerstoßenen Früchten durch Wasserdampfdestillation extrahiert. Je nach Herkunft der Pflanzen kann der trans-Anetholgehalt bis zu 96 % betragen (russisches und türkisches Produkt: ca. 94,7 %, Spanien: ca. 96,1 %). Neben Anethol können in Anisöl Anisaldehyd, Anisketon (4-Methoxyphenylaceton), Anissäure, Estragol (Methylchavicol) und 4,4′-Dimethoxystilben nachgewiesen werden. Abhängig davon, ob das Öl aus Anis oder Sternanis gewonnen wurde, variieren auch der Gehalt an sonstigen Inhaltsstoffen und der Schmelzpunkt des Öls.

## Eigenschaften und Verwendung

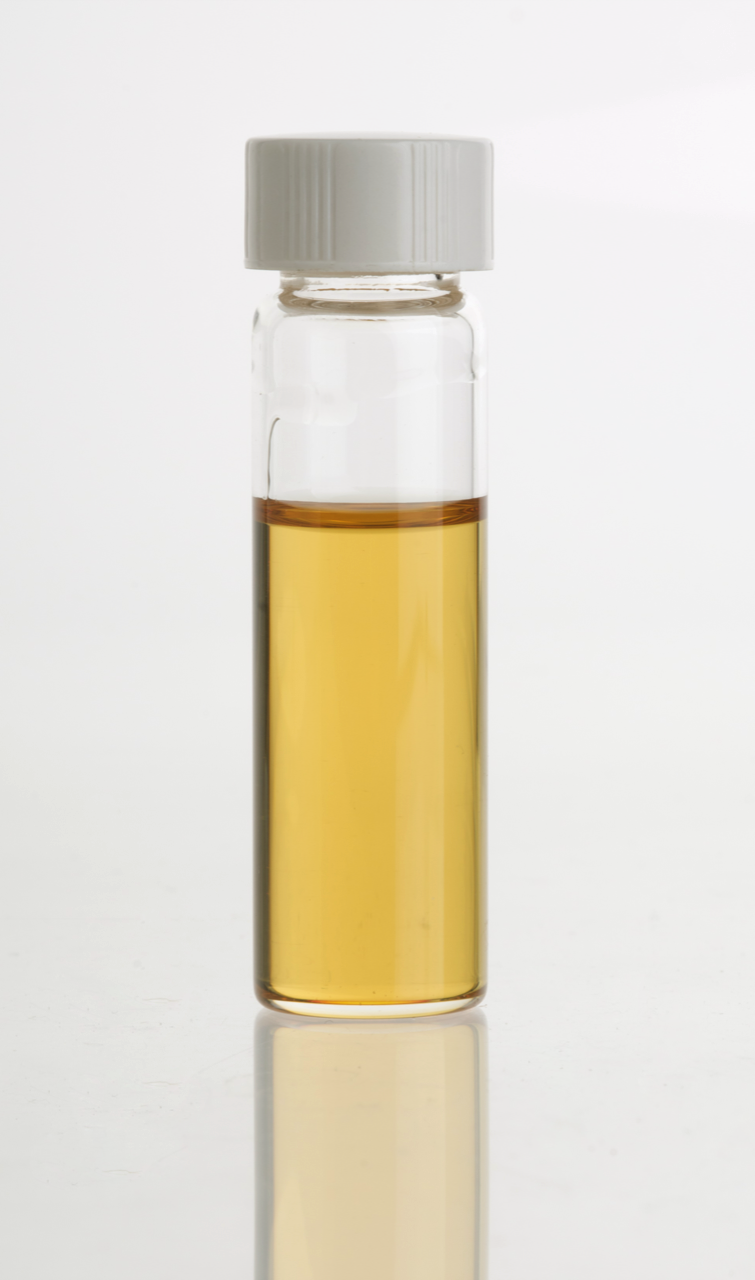
Anisöl

Das Anisöl bildet eine klare, farblose bis schwachgelbe Flüssigkeit mit würzigem Geruch und süßem Geschmack, die beim Abkühlen zu einer weißen Kristallmasse erstarrt. An der Luft wird das trans-Anethol zu Anisaldehyd und Anissäure oxidiert. Lichteinwirkung führt zur Isomerisierung des trans- zum wesentlich toxischeren cis-Anethol, weshalb das Öl in Braunglasbehältern aufbewahrt wird.
Das aus dem Öl gewonnene Anethol wird zur Herstellung von Likören und Anisaldehyd verwendet. Anisaldehyd ist ein Ausgangsstoff zur Synthese von Antihistaminika. In Kosmetikartikel wird es in der Liste der Inhaltsstoffe als PIMPINELLA ANISUM FRUIT EXTRACT (INCI) aufgeführt. 